# Borovice pod hradem Kunětická hora
Památná borovice lesní (Pinus silvestris) pod hradem Kunětická hora se nachází na okraji malého borového lesíka jižně od Kunětické hory, asi 100 m od silnice spojující obce Ráby a Kunětice. Borovice je pozůstatek původního lesa.
Památná borovice je asi 200 let stará a je vysoká asi 15 m. Kmen stromu je zjizven po starém zásahu bleskem. V roce 2017 došlo k usychání stromu z důvodu sucha, ale také t důvodu silnému napadení jmelím a v listopadu 2017 byla zelená již pouze 1 větev. V roce 2018 již borovice uschla celá.
Avšak uschlá borovice zde stále je (k 2.5.2023) a je možné se k ní jít volně podívat a třeba obejmout její majestátní kmen.

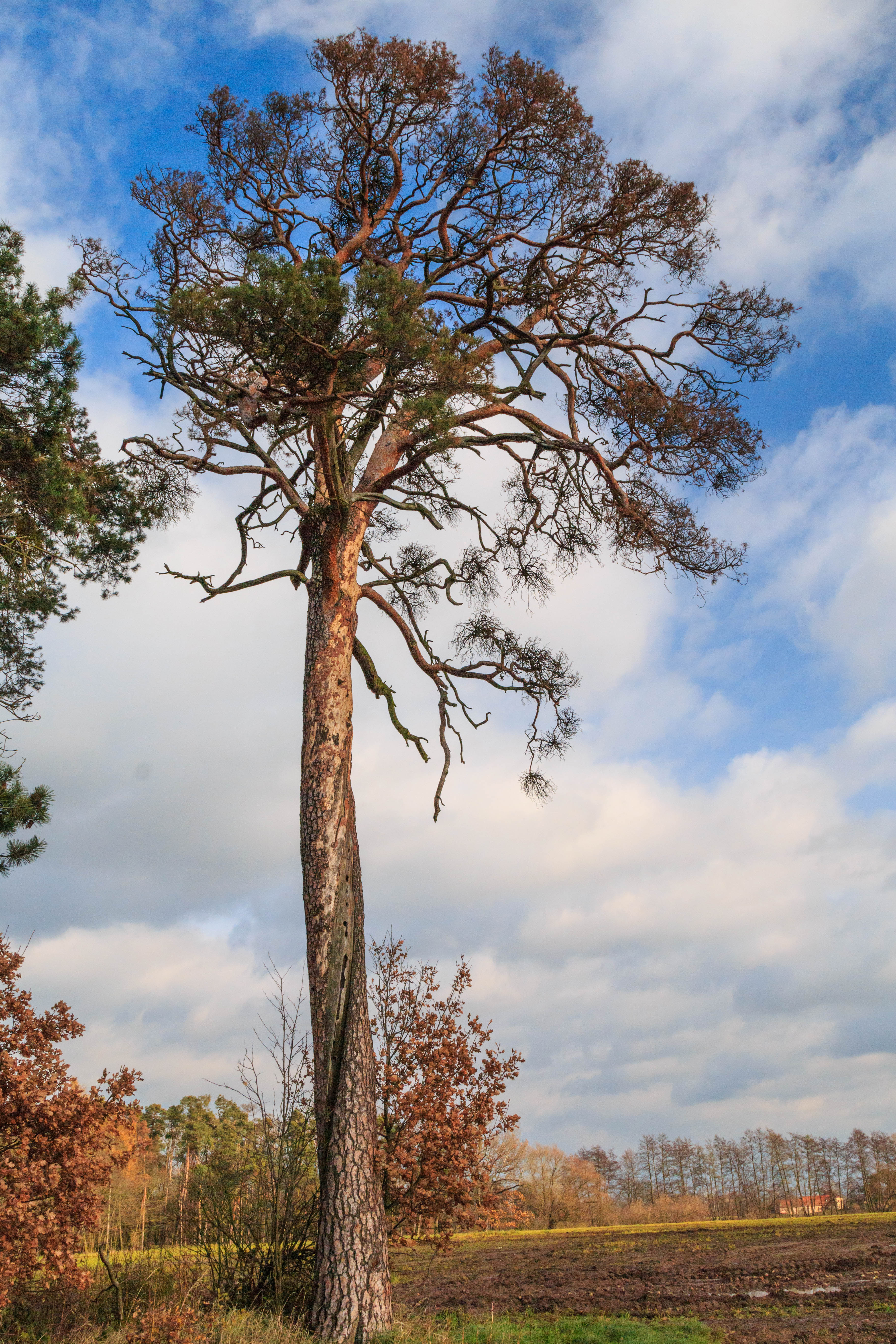
Borovice pod Kunětickou horou v listopadu 2017